# Sphecodes friesei
Sphecodes friesei là một loài Hymenoptera trong họ Halictidae. Loài này được Herbst mô tả khoa học năm 1908.